# La moglie del sarto
La moglie del sarto è un film italiano del 2012 diretto da Massimo Scaglione.

## Trama
Anni sessanta. Dopo l'improvvisa morte del marito, sarto per soli uomini, Rosetta, affascinante donna di un piccolo paese del Sud, viene abbandonata da tutti, vedendosi costretta a combattere, assieme alla figlia Sofia, per difendere la propria dignità e la sartoria di famiglia.
L'assessore Cordaro, infatti, vuole impadronirsi dell'immobile, posto al centro del centro del paese e con una bella vista sul mare, per trasformarlo in un albergo per turisti, all'interno di un progetto di edilizia pilotato da uno spregiudicato ingegnere del nord. Con la complicità di alcuni paesani, Cordaro inizia a diffamare Rosetta e Sofia, per lasciarle senza lavoro e costringerle a vendere la sartoria.
Intanto, Salvatore e Francesco, due giovani pupari, arrivano in paese, e il primo s'innamora di Sofia. Con l'approvazione di Rosetta e tra lo stupore dei paesani, i due si sposano. Ma la ragazza non riesce ad avere figli, e i benpensanti cominciano a lanciare sospetti sull'autenticità del matrimonio.

## Produzione e distribuzione
Il film è stato prodotto per la Jc Ontheroad Pictures dallo stesso Massimo Scaglione e Rosaria Gaudio. La moglie del sarto è stato girato nella zona dell'alto Tirreno cosentino, tra Fiumefreddo Bruzio, Scalea, Praia a Mare e Cosenza. Nonostante l'uscita in sala fosse inizialmente prevista per il 21 novembre 2013, ha subìto uno slittamento al 15 maggio 2014.

## Festival
- Montreal World Film Festival - Fuori concorso / World Greats (2012)[3][4]
- 1ª Mostra Internacional de Cinema di Fortaleza - Riconoscimento come miglior soggetto originale e migliori costumi[5][6]
- Italian Contemporary Film Festival[7][8]
- I 400 Corti Film Fest 2014[9]
- 10ª edizione del Festival de cinema italiano in Brasile[10]